# Edi Rainer

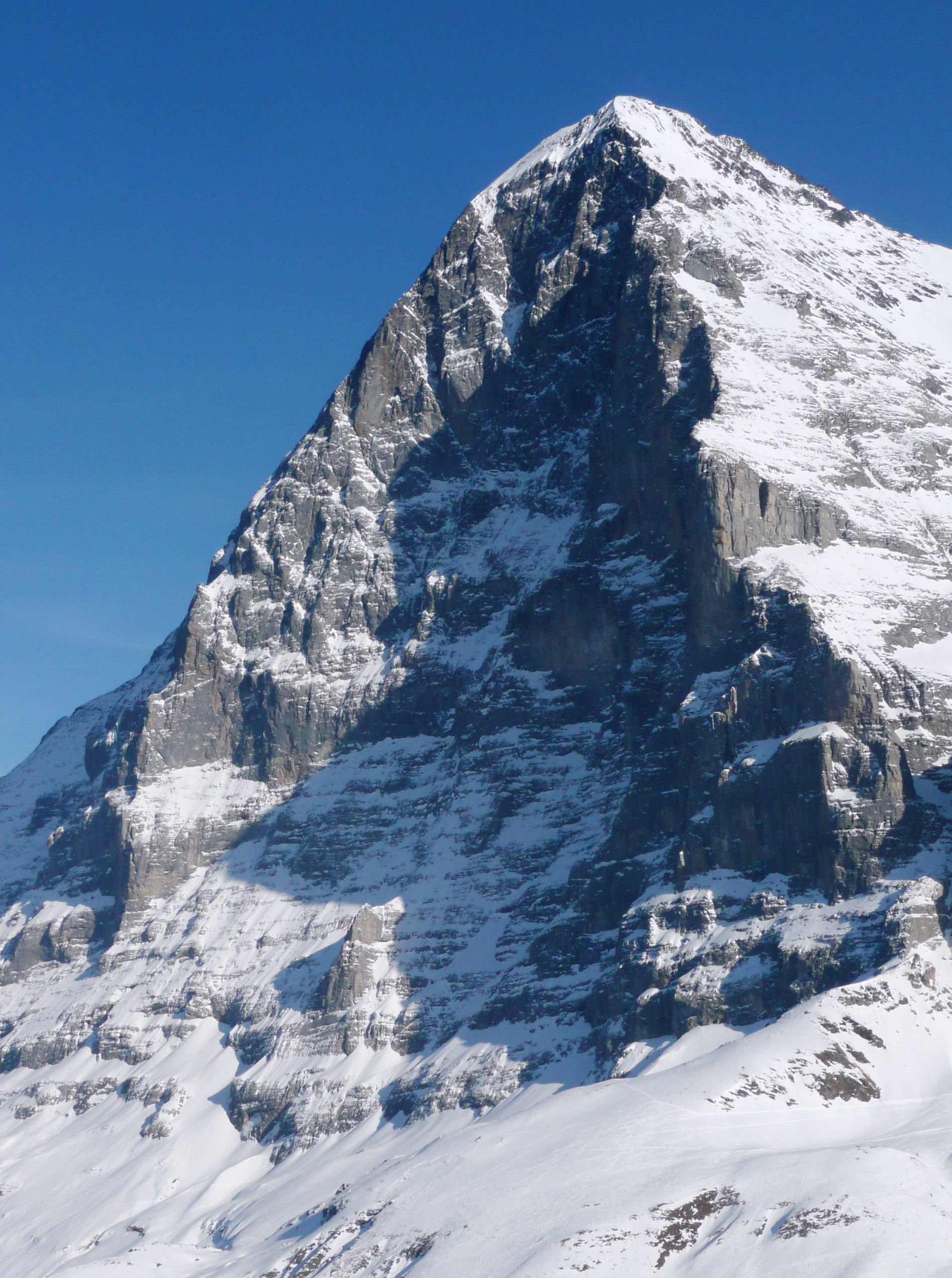
La parete nord dell'Eiger

Eduard Rainer, noto anche con lo pseudonimo di Edi (1914 – Eiger, 21 luglio 1936), è stato un alpinista austriaco.

## Biografia
Nel luglio 1936, insieme a Andreas Hinterstoisser, Toni Kurz e Willy Angerer tentò la prima ascensione della parete nord dell'Eiger.
Nel corso del rientro, quasi alla fine della discesa, gli alpinisti furono travolti da una valanga: Angerer, Rainer ed Hinterstoisser morirono immediatamente, mentre Toni Kurz morì di sfinimento il giorno successivo, nonostante i tentativi di salvarlo da parte di un'apposita squadra di soccorso.